# Ilias Tsirimokos
Ilias Tsirimokos (en grec: Ηλίας Τσιριμώκος) (Làmia, 27 d'abril de 1907 – Atenes, 13 de juliol de 1968) fou un polític grec que exercí de Primer Ministre de Grècia durant un breu període entre el 20 d'agost i el 17 de setembre de 1965.
Nascut l'any 1907 a la ciutat grega de Làmia, el seu pare Ioannis Tsirimokos també havia participat en política. Des de molt jove es va involucrar en política i va ser elegit per primera vegada al parlament el 1936 pel Partit Liberal. Durant l'ocupació del país per part de les potències de l'Eix durant la Segona Guerra Mundial, va cofundar un petit partit d'esquerra: la Unió de la Democràcia Popular (ELD). Va exercir com el seu secretari general, mentre que el distingit professor de Dret Alexandros Svolos ho feu com a president. L'any 1941, l'ELD es va unir al Front d'Alliberament Nacional (EAM) i Tsirimokos va guanyar un seient al seu comitè central. L'any 1944 va ser nomenat Secretari de Justícia al Comitè Polític d'Alliberament Nacional, govern emanat de l'EAM.
A les eleccions legislatives gregues de 1950, després de la Guerra civil grega, fou tornat a ser escollit al parlament, per la circumscripció d'Atenes, en nom del rebatejat Partit Socialista-Unió Democràtica Popular (SK-ELD). Va ser reelegit a les eleccions de 1958 per l'Esquerra Democràtica Unida, i de nou el 1961, el 1963 i el 1964 per la Unió de Centre. El 1963, va ser triat com a president del Parlament. Durant el període de l'Apostasia de 1965, va ser triat pel rei Constantí II per formar un govern. En no poder guanyar un vot de confiança, Stéfanos Stefanópulos el va succeir al capdavant de la prefectura de Govern mentre ell exercia altres càrrecs ministerials dins del govern. Va morir el 13 de juliol de 1968 a Atenes, als 61 anys.